# Inácio Rios
Inácio Rios dos Santos ou simplesmente Inácio Rios (Niterói, 3 de janeiro de 1985) é um cantor e compositor brasileiro, cujo estilo incorpora o samba.

## Biografia
Cantor e compositor, Inácio Rios é filho do cantor e compositor Zé Katimba, um dos fundadores da escola de samba Imperatriz Leopoldinense. Inácio cantou profissionalmente pela primeira vez aos oito anos de idade, estreando no cd Sambas Eternos (1993), dirigido por Rildo Hora, onde interpretou o samba enredo “Vamos brincar de ser criança”, composto por Zé Katimba para o carnaval de 1978 da Imperatriz Leopoldinense. Aos nove anos de idade, fez sua primeira viagem profissional internacional para se apresentar em Angola.
Aos 12 anos, sendo integrante do Butiquim do Martinho (localizado no shopping Iguatemi, naquela época) foi convidado a interpretar duas faixas no álbum Butiquim do Martinho, sendo uma delas, "Se Deus Quiser", de autoria do menino. Com o sucesso do disco vendendo mais de 100 mil cópias, Inácio inicia de fato sua carreira cantando nos shows do disco que fazia com Martinho da Vila, seu padrinho musical, pelo Brasil. Ainda aos 12 anos, ganhou pela OMB (Ordem dos Músicos do Brasil), o prêmio Revelação da MPB, como cantor e compositor.
Aos 15 anos, Martinho da Vila o convidou a participar de sua banda, substituindo a Mart'nália no backing vocal. Inácio imediatamente aceitou e após um ano de banda, teve a honra de ser gravado pelo padrinho com a música "Penetrante Olhar" no álbum Martinho da Vila, da Roça e da Cidade. Quatro anos depois, aos 19 anos, Inácio  venceu a disputa de samba-enredo da Mocidade Independente de Padre Miguel para o carnaval de 2005 com o samba-enredo "Buon Mangiare, Mocidade! A Arte Está na Mesa".
Em 2008, aos 22 anos, lançou seu primeiro álbum Bendita Percussão no Teatro Municipal de Niterói, numa noite de teatro lotado. Ainda neste ano, Diogo Nogueira gravou em seu primeiro álbum a música "Samba Pros Poetas", em parceria com Inácio, assim como gravou "Espelho da Alma" (2010), "Razão pra Sonhar" (2011) e "Muito Mais Além" (2013) nos álbuns seguintes. Inácio também foi gravado por diversos artistas independentes do Rio de Janeiro, São Paulo e Brasília.
Com um grande acervo de músicas compostas por ele, e que também foram interpretadas por Diogo Nogueira (Samba Pros Poetas / Espelho da Alma / Razão pra sonhar "Jangadeiro" / Muito mais além / Paixão além do querer) e mais cinco canções no álbum Munduê (Andei Lá, Dança do Tempo, No pé que está, Paixão Emoldurada e Enredos Ideiais), ainda com Diogo, (Forte Leão de Judá, Vapor de Arerê e Fera Destemida); Grupo Revelação (Boas novas do Jardim “Joaninha”). Grupo Bom Gosto (Tudo Nosso), entre outros. 
Em 2010, aos 25 anos, passou a integrar a banda de Jorge Aragão e com ele, depois de 15 anos, voltou a Angola para shows. Viajou também aos EUA, França, Espanha, Suíça e Portugal em turnês. Em 2012, participou dos programas Samba na Gamboa e Musicograma, ambos da TV Brasil. Se apresentou no Vivo Rio com Jorge Aragão, onde gravaram juntos o vídeo Jorge Aragão apresenta Inácio Rios.
Em dezembro de 2013, foi escolhido vencedor pelo júri técnico do Concurso de Novos Bambas do Velhos Samba (2013), promovido pelo Bar Carioca da Gema, se apresentando na casa todas as quintas de Janeiro de 2014. Também foi finalista da 6.ª Mostra de Samba de Quadra Prêmio Mano Décio da Viola.
Seu segundo álbum, "Agulha de Marear", apresenta doze músicas autorais e participações especiais de Mart'nália, Diogo Nogueira e do Grupo Café Brasil. A capa do disco é um presente do renomado ilustrador Elifas Andreato a Inácio. A mesma que foi elaborada há anos para um LP de Paulinho da Viola, recuperada e restaurada, embala a obra de "Inácio Rios, jovem bom de samba", como destaca Elifas. No álbum, fica claro o envolvimento do Inácio com a música, onde em perfeita dosagem, mistura ritmos brasileiros e ainda assim nos permite ficar encantados assistindo sua intimidade com o Samba. Em 2020 venceu o prêmio Prêmio Sou de Niterói na categoria Música. Em 2021 lançou seu terceiro álbum, Correr Pelo Certo.

## Composições

### Sambas de enredo
| Ano  | Divisão     | Escola de Samba         | Samba-Enredo                                             | Ref.  |
| ---- | ----------- | ----------------------- | -------------------------------------------------------- | ----- |
| 2005 | Especial    | Mocidade                | Buon Mangiare, Mocidade! A Arte Está na Mesa             | [ 4 ] |
| 2024 | Série Prata | Renascer de Jacarepaguá | Ubuntu - Do Berço Ancestral, um Ideal para Mudar o Mundo | [ 5 ] |
| 2025 | Especial    | Viradouro               | Malunguinho: O Mensageiro de Três Mundos                 | [ 6 ] |

### Outras
"Agulha de Marear" (com Raul Di Caprio)
"Andei Lá" (com Diogo Nogueira e Raul Di Caprio)
"Boas Novas do Jardim" (com João Martins)
"Canto de Sereia" (com Roque Ferreira)
"Canto Maior" (com Tato Barcellos e Fabinho Pimentel)
"Claro" (com Dudu Oliveira e Mussa)
"Dança do Tempo" (com Diogo Nogueira e Mosquito)
"Enredos Ideais" (com Diogo Nogueira e Raphael Richaid)
"Espelho da Alma" (com Raphael Richaid e Diogo Nogueira)
"Eu Nasci" (com Diogo Nogueira)
"No Pé que Está" (com Diogo Nogueira e Felipe Donguinha
"O Conto do Campo Minado" (com João Martins)
"Paixão Emoldurada"  (com Diogo Nogueira e Raphael Richaid)
"Penetrante Olhar" (com Martinho da Vila e Zé Katimba)
"Pro Amor Desaguar" (com Raphael Richaid)
"Puramente Louco" (com Dudu Oliveira)
"Razão pra Sonhar" (Raphael Richaid e Diogo Nogueira)
"Sagrado Amor"
"Samba pros Poetas" (com Diogo Nogueira)
"Se Deus Quiser" (com Zé Katimba)
"Seguindo a História" (com João Martins)
"Velha Lama" (com João Martins)
"É, Eu Canto Samba" (com Gegê Fernandes)

## Discografia
- (2007) Bendita Percussão
- (2015) Agulha de Marear
- (2021) Correr pelo Certo